# Sebastian Thörig (politico 1556)
Sebastian Thörig (Urnäsch, 1556 o 1557 – 23 marzo 1611) è stato un politico svizzero.

## Biografia
Fu probabilmente abiatico di Sebastian Thörig. Nel 1582 sposò Katharina Rotach. Fu "capitano" o sindaco di Urnäsch all'incirca dal 1588 al 1610, inviato alla Dieta federale dal 1595 al 1610, Landamano di Appenzello dal 1595 al 1597 e di Appenzello Esterno dal 1598 al 1610.
Di religione riformata, durante il processo di divisione del Canton Appenzello, Thörig fu uno degli esponenti di spicco delle Rhoden esterne e un deciso avversario dell'alleanza mercenaria e militare con la Spagna. Si impegnò a fondo a favore dell'unità confessionale in base al principio territoriale e si oppose alle messe cattoliche nell'Appenzello Esterno, il cosiddetto affare Tanner. Nel 1603 fu delegato a Saint-Julien alla conferenza di pace tra la Savoia e Ginevra.